# Thiết giáp hạm hiệp ước

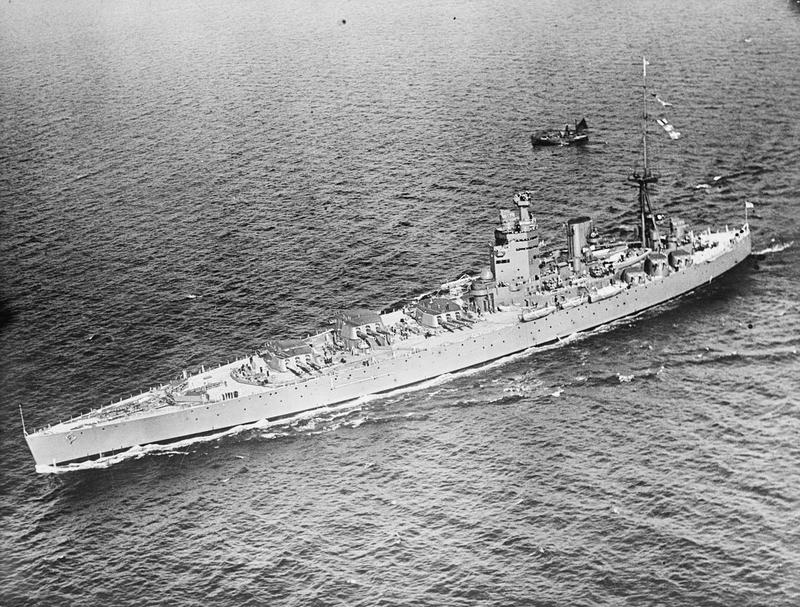
là thiết giáp hạm hiệp ước đầu tiên

Thiết giáp hạm hiệp ước là những thiết giáp hạm được chế tạo vào những năm 1920 hoặc 1930 theo các điều khoản của một trong số các hiệp ước quốc tế quy định việc chế tạo tàu chiến. Nhiều trong số những con tàu này đóng vai trò tích cực trong Chiến tranh thế giới thứ hai, nhưng rất ít tàu sống sót sau đó.
Hiệp ước đầu tiên và quan trọng nhất là Hiệp ước Hải quân Washington được ký năm 1922 bởi năm cường quốc hải quân trên thế giới (Mỹ, Anh, Nhật, Pháp, Ý). Các nước ký đã đồng ý tuân thủ các hạn chế nghiêm ngặt trong việc chế tạo thiết giáp hạm và thiết giáp tuần dương hạm, để ngăn chặn một cuộc chạy đua vũ trang hải quân như trước Thế chiến thứ nhất. Hiệp ước đã giới hạn số lượng tàu chủ lực của mỗi bên ký kết, và tổng trọng tải thiết giáp hạm của mỗi hải quân. Các tàu mới chỉ có thể được đóng để thay thế các tàu hiện tại khi chúng được cho nghỉ hưu sau 20 năm phục vụ. Hơn nữa, bất kỳ tàu mới nào cũng sẽ bị giới hạn ở súng cỡ nòng 16 inch (40,6 cm) và trọng tải choán nước 35.000 tấn Anh (35.562 tấn).
Các giới hạn của Hiệp ước Washington được mở rộng và sửa đổi bởi Hiệp ước Hải quân Luân Đôn năm 1930 và Hiệp ước Hải quân Luân Đôn thứ hai năm 1936. Tuy nhiên, trong những năm 1930,các thỏa thuận này đã bị phá vỡ vì một số cường quốc ký kết (đặc biệt là Nhật Bản) đã rút khỏi các thỏa thuận hiệp ước và các bên còn lại chỉ tuân theo hiệp ước trên danh nghĩa. Đến năm 1938, cả Anh và Hoa Kỳ đều sử dụng một 'điều khoản tăng cấp' trong Hiệp ước Luân Đôn thứ hai cho phép các bên còn lại đóng các thiết giáp hạm có trọng tải choán nước lên tới 45.000 tấn Anh (45.722 tấn) và đánh dấu sự chấm dứt của các hiệp ước này.
Các giới hạn nghiêm ngặt về độ choán nước đã buộc các nhà thiết kế tàu chiến phải hi sinh một số yếu tố trong thiết kế mà họ không muốn.Tuy nhiên, các giới hạn này đã giúp tạo ra nhiều công nghệ sáng tạo vào những năm 1920 và 1930 nhất là trong các mảng động cơ, cơ chế bảo vệ dưới nước và máy bay.

## Bối cảnh
Sau khi Thế chiến thứ nhất kết thúc vào năm 1918, một số lượng lớn các hiệp ước nhằm đảm bảo hòa bình đã được ký kết. Theo nhà sử học Larry Addington, đó là "nỗ lực lớn nhất vào thời điểm đó để kiểm soát vũ khí và ngăn chặn chiến tranh thông qua các hiệp ước". Các hiệp ước như Hiệp ước Versailles, trong đó có quy định này nhằm ngăn Reichswehr không có khả năng tấn công và khuyến khích giải giáp vũ khí quốc tế, hay Hiệp ước Kellogg-Briand năm 1928 mà trong đó các quốc gia ký kết hứa sẽ không sử dụng chiến tranh để giải quyết "tranh chấp hoặc xung đột với bất kỳ bản chất hoặc nguồn gốc nào mà có thể xảy ra giữa các bên ký kết" và nhiều hiệp ước khác. Các hiệp ước hải quân cụ thể xuất hiện trong thời kỳ này bao gồm Hiệp ước Hải quân Washington năm 1921 và Hiệp ước Hải quân Luân Đôn năm 1930.
Vào thời gian cuối chiến tranh thế giới thứ nhất, Hải quân Mỹ bắt đầu công cuộc đóng một lượng lớn thiết giáp hạm mới với việc thông qua Đạo luật Hải quân năm 1916 cho phép đóng mười thiết giáp hạm và sáu thiết giáp tuần dương mới. Quốc hội Mỹ sau đó tiếp tục thông qua Đạo luật hải quân năm 1917 cho phép đóng thêm ba thiết giáp hạm nữa với mục tiêu tăng sức mạnh của Hải quân Mỹ để có thể bắt kịp hải quân Hoàng gia Anh vào năm 1923 hay 1924. Để đáp trả, Hải quân Anh mở chiến dịch đòi chính phủ Anh ngân sách để đóng các tàu lớp G3 và N3. Tuy nhiên các dự án này không được người dân ưa chuộng và và được cho là phí phạm ngân sách. Giống vậy, chính phủ Nhật cũng đẩy nhanh tiến độ chương trình hạm đội tám-tám với việc đưa quyết định đóng các tàu lớp Kii và lớp số 13. Tuy nhiên, cả hai nước này đều không có tiềm lực kinh tế để cạnh tranh với chương trình đóng tàu của Mỹ. Nước Anh sợ rằng Mỹ sẽ vượt họ đã sẵn sàng nhảy vào đàm phán giới hạn quân bị với Hoa Kỳ. Cuối cùng, các cường quốc theo lời mời của Mỹ, đã cùng họp mặt để đàm phán chống lại một cuộc đua vũ trang tốn kém.

## Các hiệp ước
Vào tháng 12 năm 1919, cựu Ngoại trưởng Anh Ngài Grey sứ Fallodon và Ngoại trưởng Ngài Robert Cecil đã gặp Edward House, cố vấn của Tổng thống Mỹ đương thời Woodrow Wilson, tại Washington DC. Tại cuộc họp, Hoa Kỳ đồng ý tạm thời làm chậm lại chương trình đóng tàu của họ đổi lấy việc người Anh phải rút lại sự phản đối việc đưa Học thuyết Monroe vào Công ước Hội Quốc Liên.

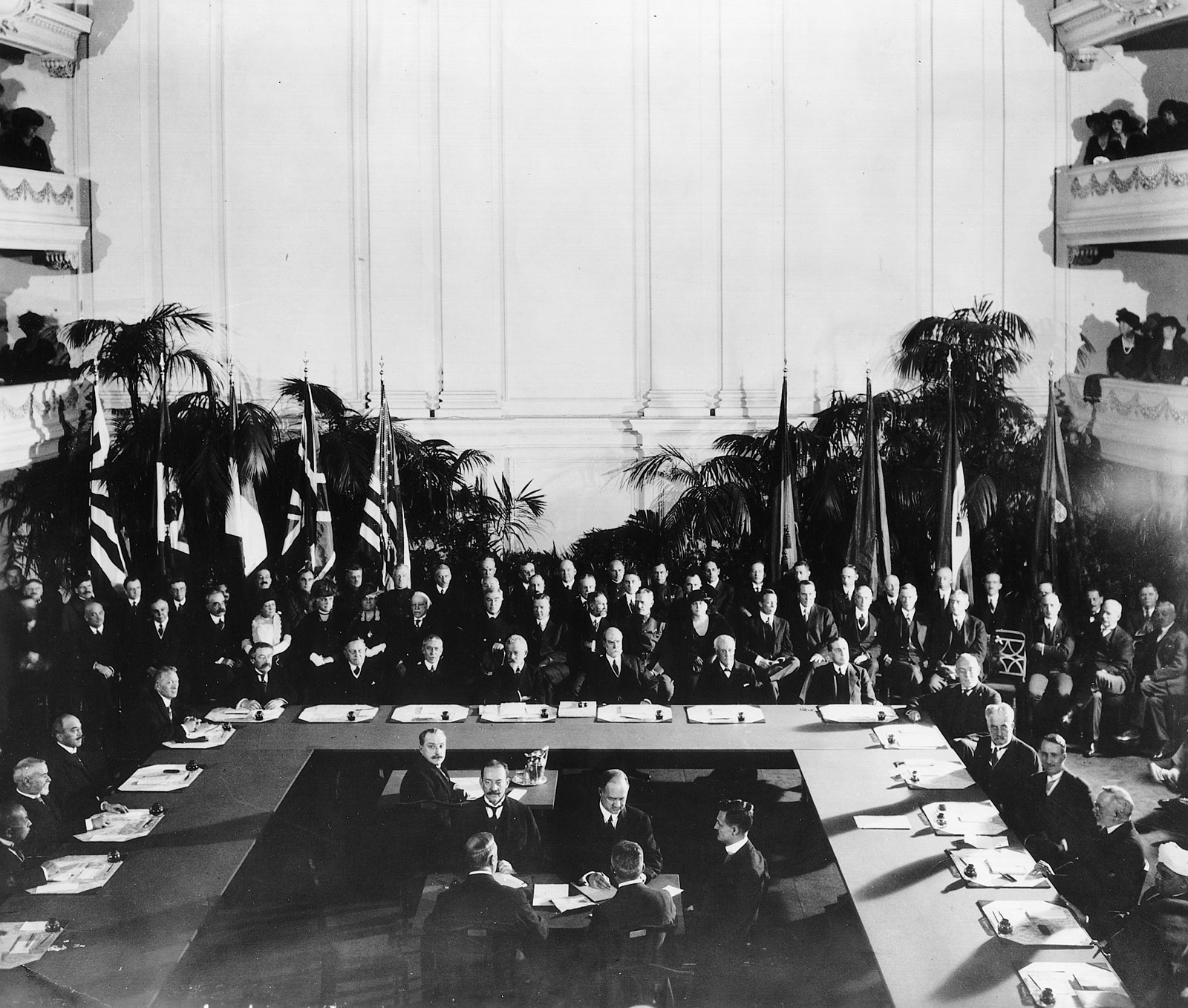
Ký kết Hiệp ước Hải quân Washington

### Hiệp ước hải quân Washington
Từ ngày 12 tháng 11 năm 1921 đến ngày 6 tháng 2 năm 1922, Hội nghị Hải quân Washington được tổ chức để ngăn chặn một cuộc chạy đua vũ trang hải quân mới giữa các cường quốc. Chín quốc gia tham dự theo yêu cầu của Ngoại trưởng Mỹ Charles Evans Hughes bao gồm Hoa Kỳ, Nhật Bản, Trung Quốc, Pháp, Anh, Ý, Bỉ, Hà Lan và Bồ Đào Nha. Hội nghị đã dẫn đến Hiệp ước Chín cường quốc, khẳng định lại sự ủng hộ đối với Chính sách mở cửa đối với Trung Quốc; Hiệp ước bốn cường quốc mà trong đó Hoa Kỳ, Anh, Pháp và Nhật Bản đồng ý duy trì hiện trạng ở Thái Bình Dương, bằng cách tôn trọng các lãnh thổ Thái Bình Dương của các quốc gia ký kết thỏa thuận, không tìm cách mở rộng lãnh thổ và tham vấn với nhau trong trường hợp có tranh chấp về lãnh thổ.
Hiệp ước quan trọng nhất được ký kết trong hội nghị là Hiệp ước Hải quân Washington, hay còn gọi là Hiệp ước năm cường quốc, giữa Hoa Kỳ, Anh, Nhật Bản, Pháp và Ý. Hiệp ước giới hạn nghiêm ngặt cả trọng tải và việc chế tạo tàu chủ lực và tàu sân bay và bao gồm các giới hạn về kích cỡ của từng con tàu. Giới hạn trọng tải được xác định bởi Điều IV và VII giới hạn Hoa Kỳ và Vương quốc Anh chỉ có tổng cộng 525.000 tấn Anh (533.000 tấn) cho đội tàu chủ lực của mỗi nước trong khi Nhật Bản là 310.000 tấn Anh (310.000 tấn) còn Pháp và Ý là 178.000 tấn Anh (181.000 tấn). Nó đã thiết lập một "kỳ nghỉ đóng thiết giáp hạm" kéo dài 10 năm. Không có thỏa thuận nào đạt được về tổng trọng tải tàu tuần dương và tàu ngầm. Hiệp ước hạn chế tàu chiến chủ lực (thiết giáp hạm và thiết giáp tuần dương, định nghĩa chính thức là bất kỳ tàu chiến với súng hơn 8 inch (20,3 cm) và trọng tải hơn 10.000 tấn Anh (10.000 tấn) ở trọng tải chuẩn) xuống còn 35.000 tấn Anh (35.562 tấn) ở trong tải chuẩn và súng của không lớn hơn 16 inch (40,6 cm).
Chương II, Phần 2, ghi chi tiết những gì cần làm để làm một con tàu không còn hiệu quả cho sử dụng quân sự. Ngoài việc đánh chìm hay tháo dỡ, một số lượng tàu giới hạn có thể được chuyển đổi thành tàu mục tiêu hoặc tàu huấn luyện nếu vũ khí, áo giáp và các bộ phận chiến đấu thiết yếu khác của chúng bị loại bỏ hoàn toàn. Phần 3, Phần II chỉ định đích danh các tàu bị loại bỏ để tuân thủ hiệp ước và khi nào các tàu còn lại có thể được thay thế. Tổng cộng, Hoa Kỳ đã phải loại bỏ 26 tàu chủ lực hiện có và đang lên kế hoạch, Anh bỏ 24 và Nhật Bản bỏ 16.

### Hội nghị hải quân Genève
Hội nghị Hải quân Geneva lần thứ nhất là một cuộc họp giữa Hoa Kỳ, Vương quốc Anh và Nhật Bản (Pháp và Ý đã từ chối tham gia vào các cuộc đàm phán tiếp theo) do Tổng thống Mỹ Calvin Coolidge mời vào năm 1927. Mục đích của Hội nghị là tăng thêm các giới hạn hiện có về đóng tàu đã được thỏa thuận trong Hiệp ước Hải quân Washington. Hiệp ước Washington đã hạn chế việc chế tạo thiết giáp hạm và tàu sân bay, nhưng không giới hạn việc chế tạo tàu tuần dương, tàu khu trục hay tàu ngầm. Người Anh đề xuất hạn chế thiết giáp hạm xuống dưới 30.000 tấn Anh (30.481 tấn), với súng 15 inch (38,1 cm). Hội nghị kết thúc mà không đạt được thỏa thuận nào. Hội nghị Hải quân Genève lần thứ hai năm 1932 cũng kết thúc tương tự mà không có thỏa thuận sau khi các quốc gia bế tắc vì vấn đề Đức tái vũ trang.

### Các Hiệp ước Luân Đôn
Các giới hạn được đặt ra trong Hiệp ước Hải quân Washington được nhắc lại bởi Hiệp ước Hải quân Luân Đôn được ký năm 1930. Giới hạn tổng 57.000 tấn Anh (57.915 tấn) cho tàu ngầm đã được quyết định và kỳ nghỉ đóng tàu được kéo dài thêm mười năm. Được ký vào năm 1936, Hiệp ước Hải quân Luân Đôn thứ hai thêm giới hạn súng còn 14 inch (35,6 cm). Hiệp ước Luân Đôn thứ hai có một điều khoản cho phép các bên ký kết đóng tàu với súng 16-inch nếu bất kỳ bên ký kết nào của Hiệp ước Washington không phê chuẩn điều khoản mới. Nó còn thêm một điều khoản bổ sung cho phép các hạn chế về trọng tải được nới lỏng nếu các bên không ký kết đóng tàu mạnh hơn hiệp ước cho phép.

## Thiết giáp hạm
Giới hạn Hiệp ước Washington và Luân Đôn đã dẫn đến việc số thiết giáp hạm đóng giữa từ năm 1919-1939 ít hơn số tàu đóng từ năm 1905-1914 do "kỳ nghỉ đóng tàu" mà đến năm 1933 mới kết thúc. Nó còn hạn chế sự phát triển của thiết giáp hạm do giới hạn tối đa mà nó đặt lên trọng tải tàu. Các dự án như lớp N3 của Anh, lớp Kii của Nhật và lớp South Dakota (1920) của Mỹ, đều là các thiết kế theo chiều hướng phát triển của thiết giáp hạm lúc bấy giờ thì bị hủy hết.
Chiếc Mutsu của Nhật được đặt lườn vào ngày 1 tháng 6 năm 1918 là một trong những thiết giáp hạm mạnh nhất thế giới lúc bấy giờ. Nó bị Mỹ và Anh buộc phải hủy bỏ nhưng phái đoàn Nhật giữ được nó với điều kiện Mỹ và Anh được đóng thêm hai tàu súng 16-inch. Trong số các tàu đang đóng còn lại của Nhật bao gồm bốn tàu thiết giáp tuần dương lớp Amagi,hai tàu thiết giáp hạm lớp Tosa và kế hoạch đóng thêm tám tàu thiết giáp hạm lớp Kii và Lớp số 13 đều bị hủy bỏ. Hải quân Nhật chỉ được phép đem hai tàu thiết giáp tuần dương Amagi và Akagi (sau này là Akagi và Kaga sau khi Amagi bị động đất làm hỏng nặng) chuyển thể thành tàu sân bay 33.000 tấn Anh (33.530 tấn). Còn vỏ tàu chưa hoàn thành của chiếc Tosa thì được dùng làm tàu mục tiêu để thử nghiệm vũ khí.Các hiệp ước không cho phép Nhật đóng bất kỳ tàu chủ lực mới nào cho đến ít nhất năm 1935 nên họ đổi sang tập trung phát triển các loại tàu tuần dương cùng với các chương trình nâng cấp tàu chủ lực còn lại. Sau khi bãi bỏ các Hiệp ước vào năm 1936, Nhật ngay lập tức bắt đầu thiết kế và đóng siêu thiết giáp hạm lớp Yamato. Hai tàu Yamato và Musashi là thiết giáp hạm lớn nhất thế giới từng được hoàn thành với trọng tải 71 000 tấn và mang chín súng 46cm.
Trong trường hợp của Hoa Kỳ thì họ được phép giữ ba chiếc Colorado đã được tài trợ trong Đạo luật Hải quân năm 1916 và sử dụng tổng cộng 500 360 tấn Anh trong giới hạn tàu chủ lực trong Hiệp ước Washington. Nhu cầu giảm chi tiêu quốc phòng của Đảng Cộng hòa dẫn đến việc nước Mỹ không vượt quá giới hạn này trong một thời gian dài. Mỹ buộc phải hủy chiếc USS Washington thuộc lớp Colorado cùng với kế hoạch đóng sáu tàu lớp South Dakota và bốn tàu lớp Lexington. Giống như Nhật, Hải quân Mỹ được đem hai tàu thiết giáp tuần dương Lexington và Saratoga chuyển thể thành tàu sân bay. Riêng chiếc Washington được dùng làm tàu mục tiêu để thử nghiệm vũ khí và nghiên cứu cơ chế phòng thủ. Sau khi kí kết Hiệp ước Luân Đôn thứ hai, Mỹ bắt đầu lại chương trình đóng tàu theo điều kiện hiệp ước mới và cho ra hai tàu lớp North Carolina và bốn tàu lớp South Dakota (1939). Khi chiến tranh thế giới thứ hai bùng nổ dẫn đến sự hủy bỏ của tất cả các hiệp ước trước đó, Mỹ đã thiết kế và đóng bốn tàu lớp Iowa, lớp thiết giáp hạm hiện đại nhất thời bấy giờ.
Theo điều kiện Hiệp ước Washington, Hải quân Hoàng gia Anh đã loại bỏ hoặc ngừng thi công trên mười sáu tàu chủ lực và chỉ được giữ lại chiếc HMS Hood (trọng tải 40.000 tấn Anh (40.642 tấn)) mới hoàn thành không lâu. Nhờ thỏa hiệp với Nhật Bản về chiếc Mutsu, thì Anh mới được đóng thêm hai thiết giáp hạm HMS Nelson và Rodney thuộc lớp Nelson. Khác với Mỹ và Nhật, Anh không có dự án nào trong trạng thái gần hoàn thành nên được quyền đóng lớp Nelson. Điều kiện Hiệp ước đảm bảo Hải quân Hoàng gia Anh vẫn giữ được ưu thế bá chủ tại châu Âu nhưng dẫn đến tình trạng đội tàu chủ lực chở nên lỗ thời. Khi Thế chiến thứ hai bùng nổ vào năm 1939, chỉ có 2 trong số 14 tàu chủ lực của Anh là được thiết kế sau Thế chiến thứ nhất. Ngoài ra, kỳ nghỉ đóng tàu cũng dẫn đến việc hai xưởng tàu Armstrong và Beardmore phải đóng cửa. Sau khi kí Hiệp ước Luân Đôn thứ hai, Anh khởi công năm chiếc tàu lớp King George V. Anh là nước cuối cùng đóng thiết giáp hạm với chiếc HMS Vanguard được đưa vào sử dụng năm 1946.
Pháp và Ý do điều kiện kinh tế đã không đầu tư nhiều vào chạy đua vũ trang như ba cường quốc kia. Phải đến khi Đức bắt đầu tài vũ trang thì Pháp mới bắt đầu đóng tàu mới. Pháp đã thiết kế lớp Dunkerque để đối đầu với các tàu Panzerschiffe của Đức. Điều này cũng đẩy Ý cho ra thiết kế lớp Littorio. Pháp kịp hoàn thành một chiếc Richelieu trước khi bị Đức đô hộ.
Riêng nước Đức không bị hạn chế bởi các Hiệp ước hải quân mà chịu hình phạt từ Hiệp ước Versaille buộc Đực chỉ được sở hữu sáu thiết giáp hạm tiền-dreadnought đã lỗ thời từ trước thế chiến thứ Nhất. Ngoài ra Đức chỉ được quyền đóng tàu với trọng tải tối đa 10.000 tấn Anh (10.200 tấn) để thay các tàu thiết giáp hạm đó. Phải đến khi hiệp ước Hải quân Anh-Đức được kí kết với điều kiện là tổng trọng tải choán nước của Đức trong mỗi loại tàu không được vượt quá 35% tổng trọng tải tương đương của Anh. Chính phủ Đức quốc Xã đã chộp lấy thời để hoàn thành lớp Scharnhorst nhằm đối đầu với lớp Dunkerque của Pháp. Hải quân Đức cuối cùng cho ra lớp Bismark để đối đầu với các thiết giáp hạm của các nước đồng minh.

### Danh sách thiết giáp hạm được xếp vào mục thiết giáp hạm hiệp ước
| Tên tàu         | Hải quân                 | Lớp            | Trọng tải (tấn Anh) | Súng chính                   | Ngày đưa vào biên chế     | Số phận                                                                           |
| --------------- | ------------------------ | -------------- | ------------------- | ---------------------------- | ------------------------- | --------------------------------------------------------------------------------- |
| North Carolina  | Hải quân Hoa Kỳ          | North Carolina | 35,000              | 16"/45 calibre Mark 6        | Ngày 9 tháng 4 năm 1941   | Ngừng hoạt động ngày 27 tháng 6 năm 1947; tàu bảo tàng                            |
| Washington      | Hải quân Hoa Kỳ          | North Carolina | 35,000              | 16"/45 calibre Mark 6        | Ngày 15 tháng 5 năm 1941  | Ngừng hoạt động ngày 27 tháng 6 năm 1947, Tháo dỡ năm 1960                        |
| Alabama         | Hải quân Hoa Kỳ          | South Dakota   | 35,000              | 16"/45 calibre Mark 6        | Ngày 16 tháng 8 năm 1942  | Ngừng hoạt động ngày 9 tháng 1 năm 1947; tàu bảo tàng                             |
| Indiana         | Hải quân Hoa Kỳ          | South Dakota   | 35,000              | 16"/45 calibre Mark 6        | Ngày 30 tháng 4 năm 1942  | Ngừng hoạt động ngày 11 tháng 9 năm 1947, Tháo dỡ năm 1963                        |
| Massachusetts   | Hải quân Hoa Kỳ          | South Dakota   | 37,970              | 16"/45 calibre Mark 6        | Ngày 12 tháng 5 năm 1942  | Ngừng hoạt động ngày 27 tháng 3 năm 1947; tàu bảo tàng                            |
| South Dakota    | Hải quân Hoa Kỳ          | South Dakota   | 35,000              | 16"/45 calibre Mark 6        | Ngày 20 tháng 3 năm 1942  | Ngừng hoạt động ngày 31 tháng 1 năm 1947, Tháo dỡ năm 1962                        |
| Nelson          | Liên hiệp Anh            | Nelson         | 34,000              | BL 16-inch Mk I              | Ngày 10 tháng 9 năm 1927  | Ngừng hoạt động tháng 2 năm 1948, bị hủy bỏ vào tháng 3 năm 1949                  |
| Rodney          | Liên hiệp Anh            | Nelson         | 34,000              | BL 16-inch Mk I              | Ngày 10 tháng 11 năm 1927 | Tháo dỡ năm 1948                                                                  |
| Anson           | Liên hiệp Anh            | King George V  | 39,000              | BL 14-inch Mk VII            | Ngày 22 tháng 6 năm 1942  | Tháo dỡ năm 1957                                                                  |
| Duke of York    | Liên hiệp Anh            | King George V  | 39,000              | BL 14-inch Mk VII            | Ngày 28 tháng 2 năm 1940  | Tháo dỡ năm 1957                                                                  |
| Howe            | Liên hiệp Anh            | King George V  | 39,150              | BL 14-inch Mk VII            | Ngày 28 tháng 9 năm 1942  | Tháo dỡ năm 1958                                                                  |
| King George V   | Liên hiệp Anh            | King George V  | 39,100              | BL 14-inch Mk VII            | Ngày 11 tháng 12 năm 1940 | Tháo dỡ năm 1957                                                                  |
| Prince of Wales | Liên hiệp Anh            | King George V  | 39,000              | BL 14-inch Mk VII            | Ngày 31 tháng 3 năm 1941  | Bị đánh chìm ngày 10 tháng 12 năm 1941                                            |
| Dunkerque       | Hải quân Pháp            | Dunkerque      | 26,500              | 330mm(13 in)/50 Modèle 1931  | Ngày 15 tháng 4 năm 1937  | Tự đánh chìm ngày 27 tháng 11 năm 1942                                            |
| Strasbourg      | Hải quân Pháp            | Dunkerque      | 26,500              | 330mm(13 in)/50 Modèle 1931  | Ngày 15 tháng 3 năm 1938  | Tự đánh chìm ngày 27 tháng 11 năm 1942                                            |
| Richelieu       | Hải quân Pháp Pháp Tự do | Richelieu      | 35,000              | 380 mm(15 in)/45 Modèle 1935 | Ngày 15 tháng 7 năm 1940  | Tháo dỡ năm 1968                                                                  |
| Jean Bart       | Hải quân Pháp            | Richelieu      | 48,950              | 380 mm(15 in)/45 Modèle 1935 | Ngày 16 tháng 1 năm 1949  | Hạ thủy giữa chiến tranh ngày 6 tháng 3 năm 1940 Tháo dỡ ngày 24 tháng 6 năm 1970 |
| Littorio        | Ý                        | Littorio       | 41,377              | 381(15 in)/50 Ansaldo M1934  | Ngày 6 tháng 5 năm 1940   | Đổi tên thành Italia, Tháo dỡ năm 1948                                            |
| Roma            | Ý                        | Littorio       | 41,649              | 381(15 in)/50 Ansaldo M1934  | Ngày 14 tháng 6 năm 1942  | Bị đánh chìm ngày 9 tháng 9 năm 1943                                              |
| Vittorio Veneto | Ý                        | Littorio       | 41,337              | 381(15 in)/50 Ansaldo M1934  | Ngày 28 tháng 4 năm 1940  | Tháo dỡ năm 1948                                                                  |
| Scharnhorst     | Hải quân Đức Quốc xã     | Scharnhorst    | 32,000              | 28 cm(11 in) SK C/34         | Ngày 7 tháng 1 năm 1939   | Bị đánh chìm ngày 26 tháng 12 năm 1943                                            |
| Gneisenau       | Hải quân Đức Quốc xã     | Scharnhorst    | 32,000              | 28 cm(11 in) SK C/34         | Ngày 21 tháng 5 năm 1938  | Dung làm tàu khối tháng 3 năm 1945                                                |

### Danh sách các tàu chủ lực được hoàn thành giữa kết thúc của Thế chiến thứ nhất và hiệp định Washington
| Tên tàu       | Hải quân        | Lớp      | Trọng tải (tấn Anh) | Súng chính                    | Ngày đưa vào biên chế     | Số phận                                                         |
| ------------- | --------------- | -------- | ------------------- | ----------------------------- | ------------------------- | --------------------------------------------------------------- |
| Nagato        | Nhật Bản        | Nagato   | 39,130              | 41 cm(16 in)/45 3rd Year Type | Ngày 25 tháng 11 năm 1920 | Dùng làm tàu mục tiêu thử bom hạt nhân ngày 29 tháng 7 năm 1946 |
| Mutsu         | Nhật Bản        | Nagato   | 39,050              | 41 cm(16 in)/45 3rd Year Type | Ngày 24 tháng 10 năm 1921 | Nổ kho đan khi đang trong cảng ngày 8 tháng 6 năm 1943          |
| Colorado      | Hải quân Hoa Kỳ | Colorado | 31,500              | 16"/45 caliber Mark 1         | Ngày 30 tháng 8 năm 1923  | Bán phế liệu, ngày 23 tháng 7 năm 1959                          |
| Maryland      | Hải quân Hoa Kỳ | Colorado | 32,600              | 16"/45 caliber Mark 1         | Ngày 21 tháng 7 năm 1921  | Ngừng hoạt động năm 1947, Tháo dỡ năm 1959                      |
| West Virginia | Hải quân Hoa Kỳ | Colorado | 31,500              | 16"/45 caliber Mark 1         | Ngày 1 tháng 12 năm 1923  | Ngừng hoạt động ngày 9 tháng 1 năm 1947, Tháo dỡ năm 1959       |
| Hood          | Liên hiệp Anh   | Admiral  | 42,100              | BL 15-inch Mk I               | Ngày 5 tháng 3 năm 1920   | Bị đánh chìm ngày 24 tháng 5 năm 1941                           |

## Hậu quả
Hiệp ước Hải quân Washington được ký kết bởi Hoa Kỳ, Anh, Nhật Bản, Pháp và Ý — tất cả các cường quốc hải quân chính. Mặc dù Pháp và Ý đã từ chối đàm phán ở nhiều giai đoạn nhưng giới hạn về kinh tế đảm bảo rằng họ cũng không sử dụng hết điều khoản các hiệp ước. Phải đến khi Hiệp định Hải quân Anh-Đức được kí kết thì một cuộc đua vũ trang mới bắt đầu ở châu Âu.
Các chính sách của Nhật Bản vào giai đoạn những năm 1930 được chỉ đạo bởi các bè phái quân phiệt. Bị kích động bởi Đạo luật Vinson-Trammell được quốc hội Mỹ phê chuẩn vào năm 1934, họ quyết định rút khỏi các hiệp ước sau đó hai năm. Dù ban đầu tỏ ra muốn đàm phán tại hội nghị Luân Đôn thứ hai, Nhật Bản rút khỏi bàn đàm phán vào tháng 1 năm 1936 và để các hiệp ước kia hết hiệu lực vào ngày 31 tháng 12 năm 1936. Họ sau đó hoàn thành các chiếc Yamato mà phạm vi điều kiện hiệu ước một cách trắng trợn.
Hiệp ước đã kiềm hãm sự phát triển của thiết giáp hạm đến mức mà khi các nước bắt đầu tái vũ trang, sự phát triển của không lực hải quân và tàu ngầm đã bắt đầu sự lỗ thời của các thiết giáp hạm. Nó vẫn giúp thúc đẩy một cuộc cách mạng cuối cùng cho công nghệ Dreadnought.